# كارلوس رودريغيز رودريغيز
كارلوس رودريغيز رودريغيز (بالإسبانية: Carlos Rodríguez) (7 أبريل 1990 بمونتفيدو في الأوروغواي - ) هو لاعب كرة قدم أوروغواني في مركز الدفاع. لعب مع تيغري وميرامار ميشنس ونادي دانوبيو وبوسطن ريفر وClub Plaza Colonia de Deportes ‏.

## وصلات خارجية
- كارلوس رودريغيز رودريغيز على موقع قاعدة بيانات كرة القدم.إي يو (الإنجليزية)
- كارلوس رودريغيز رودريغيز على موقع Soccerway.com (الإنجليزية)